# 库米拉市

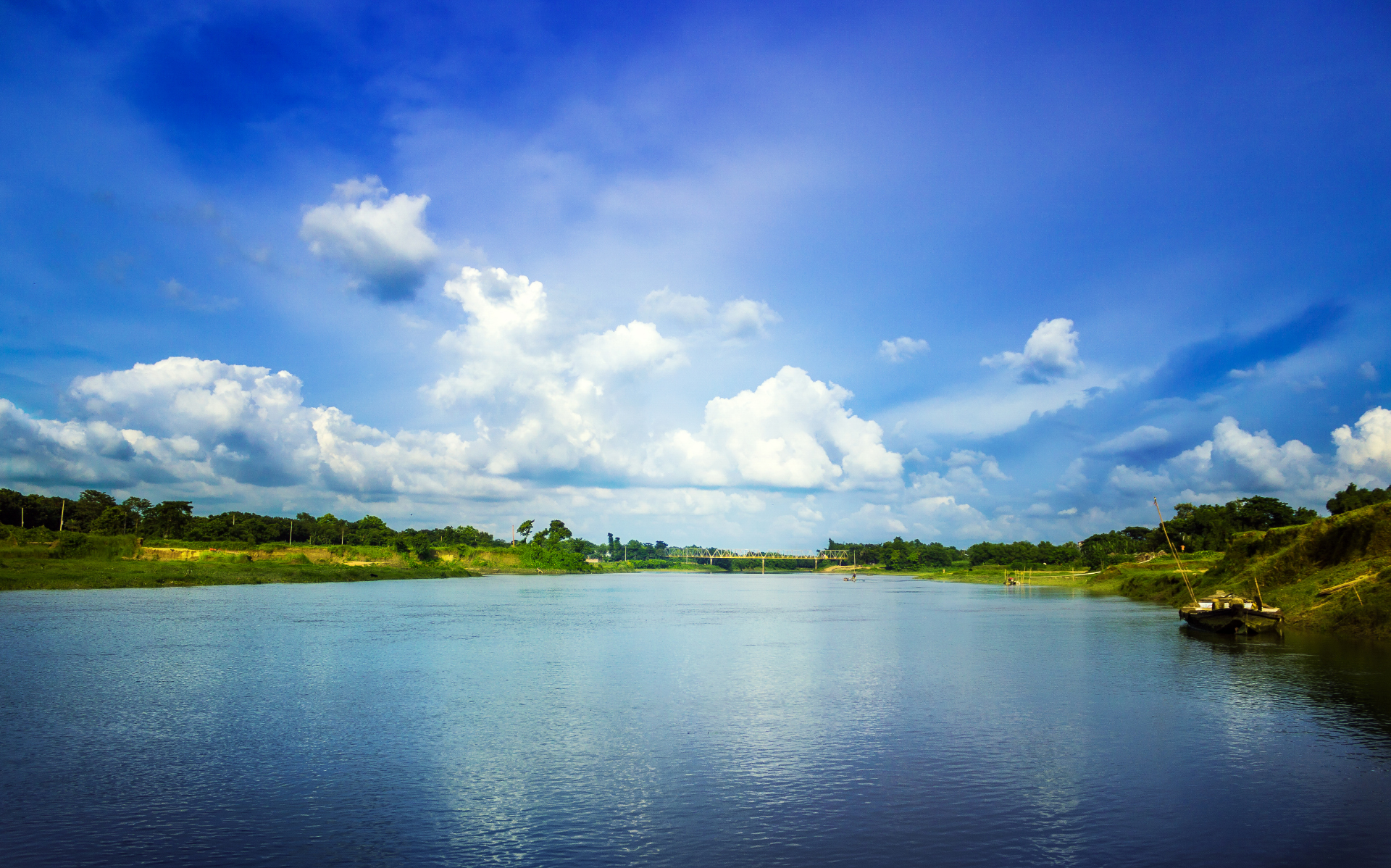
库米拉市的古姆提河

库米拉市是孟加拉国吉大港专区的城市。库米拉市是库米拉县的首府，為孟加拉国东部第二大城市，僅次於吉大港市，亦是孟加拉国三個最古老的城市之一。 迈纳马蒂位于库米拉市西面约8公里处。在长约18公里的地带，分布着50余处古代佛教遗址。